# Борк, Христофор Иванович
Христофо́р Ива́нович Бо́рк (нем. Christoph Borck; 7 июля 1832, Хафельберг — 8 [21] марта 1916, Москва) — русский тромбонист, тубист, ударник и музыкальный педагог прусского происхождения.

## Биография
Родился 7 июля 1832 года в Хафельберге, где окончил Народное и Музыкальное училища. Не позднее конца 1850-х годов переехал в Москву.
В 1861 году принял российское подданство и был принят в Императорский Большой театр, где находился до 1906 года — играл в оркестре театра: в 1861—1882 годах — 1-й тромбон в балетном оркестре, в 1882 году — также в оперном. Одновременно, с 1875 года — литаврист, с 1889 года играл только на литаврах.
В 1875 году стал сверхштатным профессором 1-й степени Московской консерватории, с 1886 года — штатный профессор. До своей смерти вёл класс тромбона, тубы и ударных инструментов. Составил пятилетнюю программу игры на тромбоне, включавшую наряду с техническими заданиями широкий круг художественных произведений.
Был награжден орденом Св. Станислава 3-й степени.
Среди его учеников — В. М. Блажевич, В. В. Держановский, К. М. Купинский и др.
Умер 8 (21) марта 1916 года в Москве.

## Семья
Был женат на Анне-Софии Юргенсон, подданной Нидерландов. У них было семеро детей — три дочери и четыре сына. Младший из детей — профессор, доктор химических наук Александр Христофорович Борк (1889—1966).